# Unplugged (àlbum d'Eric Clapton)
Unplugged és el sisè àlbum en directe del músic britànic Eric Clapton, publicat per la companyia discogràfica Reprise Records a l'agost de 1992. Va ser gravat als estudis Bray Film de Windsor (Anglaterra) per a la sèrie MTV Unplugged i va incloure una sèrie de cançons en format acústic, entre elles l'èxit internacional «Tears in Heaven». Des de la seva publicació, ha venut més de 26 milions de còpies a nivell mundial i va obtenir tres premis Grammy en 1993.

## Rerefons
Eric Clapton va gravar Unplugged enfront d'un petit públic el 16 de gener de 1992 als Bray Studios de Windsor (Anglaterra). A més dels temes inclosos en l'àlbum, Clapton també va tocar dues noves cançons, «My Father's Eyes» i «Circus Left Town», així com sengles versions de «Worried Life Blues» i «Rollin' and Tumblin'». Durant gran part del concert, Clapton va tocar diverses guitarres acústiques Martin 000-42, una de les quals va ser venuda per 791 500 dòlars en una subhasta benèfica el 2004.
Sobre la popularitat de l'àlbum, Clapton va escriure en la seva autobiografia de 2007 que esperava que el lector entengués la gran càrrega emocional que va experimentar en aquesta època, i va suggerir que per a això visitessin la tomba del seu fill Conor a Ripley (Surrey).

## Recepció
Stephen Thomas Erlewine d'Allmusic va començar la seva ressenya mirant les xifres comercials, definint Unplugged com «un massiu èxit» i «un d'aquests discos estranys certificats com a diamant als Estats Units i que va arribar a disc de platí a tot el món». També va assenyalar que l'àlbum va ser «el primer àlbum de MTV, que en si només va ser responsable de revitalitzar la carrera d'Eric Clapton». Erlewine va seguir el seu ressenya comentant que les cançons gravades eren «animades i relaxades» i va puntuar el treball amb quatre estrelles i mitja d'un total de cinc.
Greg Kot de Chicago Tribune va definir Unplugged com «un àlbum de blues per a yuppies» i el va puntuar amb 2,5 estrelles d'un total de quatre, dient que està entre just i bo. Steve Simels d' Entertainment Weekly el va qualificar amb una A- i el va definir com una «col·lecció de clàssics de blues i cançons recents de Clapton rendides amb la justa combinació d'intensitat i diversió vertiginosa (de fet, Clapton toca el kazoo a "San Francisco Bay Blues")». D'altra banda, Steve Hochman de Los Angeles Times li va atorgar tres d'un total de quatre estrelles i va qualificar Unplugged com «la col·lecció més passional de Clapton en anys».
Des del punt de vista comercial, Unplugged va obtenir un notable èxit en un ampli nombre de països. A Alemanya va arribar al lloc tres de la llista d'èxits, va vendre un total d'1,25 milions de còpies i es va convertir en un dels àlbums més venuts del país. A Àustria, va aconseguir el primer lloc de les llistes amb 13.000 còpies venudes durant la primera setmana a la venda. A Suïssa, va arribar al lloc tres amb 16.500 còpies venudes al país en la primera setmana. Al Regne Unit, Unplugged va ser certificat disc de plata per la British Phonographic Industry després de vendre 60.000 còpies en només dues setmanes, mentre que als Estats Units, l'àlbum va arribar a la segona posició de la llista Billboard 200 amb 230.000 còpies venudes durant la seva primera setmana a la venda.
Unplugged va obtenir a més tres Grammy en les categories de millor interpretació vocal de rock masculina, millor àlbum de l'any i millor cançó rock per «Layla».

## Reedició
El 15 d'octubre de 2013, Reprise Records va reeditar Unplugged en una edició remasteritzada i estesa. Publicat de manera conjunta amb un DVD, l'àlbum va incloure les catorze cançons originals a més de sis temes extra, incloent dues versions de «My Father's Eyes». El DVD va incloure una versió restaurada del concert juntament amb seixanta minuts de material inèdit dels assajos.

## Llista de cançons
| Núm. | Títol                                       | Composició                                    | Durada |
| ---- | ------------------------------------------- | --------------------------------------------- | ------ |
| 1.   | «Signe»                                     | Eric Clapton                                  | 3:13   |
| 2.   | «Before You Accuse Me»                      | Bo Diddley                                    | 3:44   |
| 3.   | «Hey Hey»                                   | Big Bill Broonzy                              | 3:16   |
| 4.   | «Tears in Heaven»                           | Clapton, Will Jennings                        | 4:36   |
| 5.   | «Lonely Stranger»                           | Clapton                                       | 5:27   |
| 6.   | «Nobody Knows You When You're Down and Out» | Jimmy Cox                                     | 3:49   |
| 7.   | «Layla»                                     | Clapton, Jim Gordon                           | 4:46   |
| 8.   | «Running on Faith»                          | Jerry Lynn Williams                           | 6:30   |
| 9.   | «Walkin' Blues»                             | Robert Johnson                                | 3:37   |
| 10.  | «Alberta»                                   | Tradicional, arr. by Huddie William Ledbetter | 3:42   |
| 11.  | «San Francisco Bay Blues»                   | Jesse Fuller                                  | 3:24   |
| 12.  | «Malted Milk»                               | Robert Johnson                                | 3:36   |
| 13.  | «Old Love»                                  | Clapton, Robert Cray                          | 7:54   |
| 14.  | «Rollin' and Tumblin'»                      | McKinley Morganfield                          | 4:11   |

## Personal
- Eric Clapton – veu, guitarra acústica, guitarra clàssica, dobro i kazoo.
- Katie Kissoon – cors.
- Tessa Niles – cors.
- Andy Fairweather Low – guitarra acústica i harmònica.
- Nathan East – baix acústic i cors.
- Steve Ferrone – bateria.
- Ray Cooper – instruments de percussió.
- Chuck Leavell – piano.

## Posició en llistes
| Llista (1992–2015)          | Posició |
| --------------------------- | ------- |
| (Offizielle Top 100)        | 3       |
| (RPM)                       | 1       |
| (Hitlisten)                 | 1       |
| (Billboard Top Video Sales) | 2       |
| (IFPI)                      | 2       |
| (SNEP)                      | 8       |
| (IRMA)                      | 5       |
| (FIMI)                      | 13      |
| (Oricon)                    | 1       |
| (AFP)                       | 2       |
| (UK Albums Chart)           | 2       |